# Фофана, Ибрагима Кассори
Ибрагима Кассори Фофана (фр. Ibrahima Kassory Fofana; род. 15 апреля 1954, Форекария, Гвинея) — гвинейский государственный и политический деятель, премьер-министр Гвинеи в 2018—2021 годах.

## Политическая карьера
В сентябре 2013 года после выборов в законодательные органы, на которых партия «Гвинея для всех» получила одно место из 114, Фофана восстановил дружеские отношения с Альфой Конде, который просил его о помощи в восстановлении экономики страны. Он решил заключить полезный союз, присоединившись к президентскому лагерю.
В 2014 году Фофана стал государственным министром по инвестициям и государственно-частному партнёрству в администрации президента Альфы Конде. На этом недавно созданном стратегическом посту он координировал усилия внутри страны и за рубежом по мобилизации ресурсов, необходимых для определения приоритетов инвестиций. Он стоял за диверсификацией партнёрских отношений с развивающимися странами, такими как Китай, откуда он получил 20 миллиардов долларов инвестиций.
24 мая 2018 года Ибрагима Кассори Фофана был назначен президентом Альфой Конде премьер-министром Гвинеи. Он объявил об амбициозной программе сокращения бедности, направленной на то, чтобы к 2025 году вывести из крайней нищеты 40 % гвинейцев, что составляет шесть миллионов человек. 5 сентября 2021 года всё правительство Гвинеи было распущено после ареста и свержения Конде в ходе военного переворота 2021 года.

### Арест
Привлечённый к ответственности за предполагаемые акты незаконного обогащения и растраты государственных средств, был подписан ордер на арест Ибрагимы Кассори Фофаны, и 6 апреля 2022 года был заключён под стражу в Центральном доме тюрьмы Конакри после трёхдневного допроса Судом по борьбе с экономическими и финансовыми преступлениями (CRIEF).
19 мая 2022 года он должен был быть освобождён со штрафом в размере двадцати миллиардов гвинейских франков и помещён под судебный контроль, но прокурор CRIEF выступил против его освобождения.
В ноябре 2022 года Фофана, всё ещё находящийся под стражей, был привлечён к уголовной ответственности вместе с примерно 180 членами режима Альфы Конде за «коррупцию, незаконное обогащение и растрату, мошенничество и использование подлога в публичной письменной форме, растрату государственных средств и соучастие».